# Urszula Świerczyńska
Urszula Świerczyńska (ur. w Lublinie) – polska pianistka. Laureatka wielu nagród międzynarodowych konkursów muzycznych.

## Życiorys
Ukończyła studia pianistyczne pod kierunkiem prof. Joanny Domańskiej w Akademii Muzycznej im. Karola Szymanowskiego w Katowicach w 2008 roku. Umiejętności pianistyczne rozwijała na kursach mistrzowskich prowadzonych m.in. przez Józefa Stompla, Andrzeja Pikula, Zdzisławę Rychlewską.
Występowała w renomowanych salach koncertowych, m.in. w Carnegie Hall w Nowym Jorku, w Mozarteum.
Jest laureatką międzynarodowych konkursów:
- I nagrody w VII Rome International Music Competition Cultural Association Melos 2020[3]
- I nagrody w V Międzynarodowym Konkursie Muzycznym w Genewie 2020[3]
- I nagrody w XI International Music Competition Belgrad, Serbia, Piano 2020[4][5]
- II nagrody i nagrody specjalnej w konkursie Golden Classical Music Awards w Nowym Jorku[6][7].
- I nagroda w Aegio International Piano Competition w Toronto 2021 (Alink- Argerich Foundation)[8][9][10]
- I nagrody w Międzynarodowym Konkursie Pianistycznym IV Propiano International Competition 2021[11]
- I nagrody w Kyoto International Music Competition 2021[12]
- III nagrody w Gloria Artis International Piano Competition w Wiedniu[13][14]
- I nagrody w Nice International Music Competition 2021[12]
- wyróżnienie w XII Międzynarodowym Konkursie Pianistycznym im. Fryderyka Chopina w Hartford[15][16]
- V nagroda w VI Międzynarodowym Konkursie Pianistycznym im. Ignacego Jana Paderewskiego w Farmington[17] Connecticut Chopin Foundation[18]
- II nagroda w III Danubia Talents International Music Competition w Wiedniu[19]

Laureatka III Międzynarodowego Konkursu Pianistycznego im. Fryderyka Chopina w Wiedniu w kategorii wiekowej od 21 lat oraz licznych nagród i wyróżnień jako kameralistka w duecie Lubliner Piano Duo Często wykonuje repertuar polskich kompozytorów, takich jak Ludomir Michał Rogowski, Marian Sawa, Aleksander Zarzycki. Napisała dwie prace magisterskie poświęcone twórczości Ludomira Michała Rogowskiego (Wydział I Kompozycji, Teorii i Edukacji Muzycznej i Wydział Instrumentalny Akademii Muzycznej im. Karola Szymanowskiego w Katowicach).
W jej dorobku jest album Ludomir Michał Rogowski Piano Works, wydany przez wytwórnię fonograficzną Dux w 2019 roku.